# Josef Adloff
Josef Adloff, auch Joseph Adloff, (* 24. August 1865 in Reutenburg; † 19. Juli 1939 in Straßburg) war ein römisch-katholischer Theologe.

## Leben
Adloff, ein Sohn des Landwirts Michel Adloff, besuchte ab 1886 das Priesterseminar (Grand Séminaire) in Straßburg und wurde 1890 zum Priester geweiht. 1892 ging er an die Päpstliche Lateranuniversität in Rom, wo er 1894 den Doktortitel im Kanonischen Recht erwarb. Nach kurzer Tätigkeit als Sekretär des Bischofs von Straßburg wurde er 1895 zum Professor für Apologetik und Moraltheologie am Straßburger Priesterseminar berufen. 1927 wurde er zum Titularkanoniker am Straßburger Münster ernannt.
Adloff legte mehrere Publikationen über das Beichten und Seelenführen vor.

## Werke (Auswahl)
- Unio Apostolica sacerdotum saecularium diocesis Argentinensis, Straßburg, 1907.
- Beichtvater und Seelenführer, 3., verm. u. verb. Aufl., Straßburg, LeRoux, 1917.
- Seelenführung und Berufspflege, Straßburg, LeRoux, 1918.